# Ugo Foscolo
Ugo Foscolo (født 6. februar 1778 på øen Zakynthos, død 10. september 1827 i Turnham Green ved London) var en italiensk digter.
Foscolo blev tidlig faderløs, og moderen bosatte sig for hans uddannelses skyld i Venedig, der den gang ejede Zakynthos. Her studerede han de græske og latinske klassikere og læste med begejstring Alfieris tragedier. I Padua fulgte han Cesarottis forelæsninger og begyndte tidlig selv at skrive digte. I 1797 fik han tragedien Tieste opført i Venedig, men maatte samme år forlade byen, faldet i unåde på grund af sine demokratiske ideer. Han rejste til Bologna, hvor han indtrådte som frivillig i den cisalpinske legion. Til Bonaparte sluttede han sig straks entusiastisk og skrev til ham oden Bonaparte liberatore, som han sendte ham fra det belejrede Genua, ledsaget af et brev, hvori han opfordrede ham til at rense sig for skændselen ved Campoformio og komme det betrængte Italien til hjælp. Langt betydeligere i digterisk henseende er dog oden til Luigia Pallavicini, der kom omtrent samtidig. Efter et kortere ophold i Firenze boede Foscolo nogen tid i Milano. Meget lidenskabelig, som han var, havde han her forskellige elskovseventyr, der for en del har givet ham stof til hans berømte roman Ultime lettere di Jacopo Ortis (1802), skrevet i brevform og handlende om en ung mand, der skuffet i alle sine idealer til sidst drives til selvmord. Romanen er på mange punkter en efterligning af Goethes Werther, men forskellig derfra ved sin stærkt patriotiske tendens. I nogle år var Foscolo som kaptajn med de italienske tropper, som lå ved den nordfranske kyst. Da han atter var vendt tilbage til Milano, skrev han der 1806—07 sit hovedværk I Sepolcri i rimløse jamber. Den ydre anledning til digtet var de i Italien og Frankrig nylig komne lovbestemmelser om, at ingen mere måtte bisættes i selve byerne, men at alle, høje og lave, berømte og ukendte, skulle begraves på de offentlige kirkegårde uden for byerne, i grave af ens størrelse og udseende. I pompøse og smukke vers hævder nu Foscolo, at mindesmærker, som ikke gavner de døde, har stor betydning for menneskeslægten. Han mindes Parini, hvis grav allerede er glemt og forsømt, opfordrer sine landsmænd til at hædre deres store mænd ved at værne om deres grave, og han synger begejstret Santa Croces, Firenzes Pantheons, pris. I 1808 blev han ved Cerrettis død ansat som professor i veltalenhed i Pavia. Her holdt han januar 1809 sin berømte indledningsforelæsning Dell'origine e dell'ufficio della letteratura, men for øvrigt var hans stilling kun af kort varighed, da lærestolen samme år blev inddraget. Ved sin retliniede og stolte, men heftige og lidenskabelige karakter skaffede Foscolo sig mange fjender. Mellem ham og hans tidligere ven Vincenzo Monti kom det således til et voldsomt brud. Hans sværmeri for Bonaparte var veget pladsen for had til det kejserlige despoti, og da 1811 hans tragedie Aiace blev opført i Milano, beskyldte hans modstandere ham for deri at være kommet med politiske hentydninger til Napoleon. Stykket blev forbudt, og Foscolo selv måtte forlade byen. Han levede nu et år i Firenze, hvor han boede på den skønne Villa Bellosquardo hos komtesse d'Albany, Alfieris elskede. Her påbegyndte han, begejstret over Canovas gruppe Gratierne, sit digt Delle Grazie, som han dog aldrig fik fuldendt. Under rejsningen mod Napoleon efter slaget ved Leipzig meldte Foscolo sig atter til tjeneste i den norditalienske hær; men da han efter Østrigernes indtog 1814 ikke ville aflægge ed til den nye regering, flygtede han til Schweiz. Her skrev han under pseudonymet Didimo Chierico på latin Hypercalypsis, en skarp satire mod de samtidige italienske litterater. I 1816 rejste han til England, hvor han fik en god modtagelse og vakte stor opsigt ved sine forelæsninger og skrifter. Han skrev og udgav her flere betydelige kritiske arbejder om Dante (Discorso sul testo della Divina commedia), Petrarca og Boccaccio. Hans liv i England var sørgeligt. Han levede over evne, gjorde gæld og måtte i sine sidste år ernære sig ved undervisning, tidsskriftsartikler osv. Han døde i Turnham Green 1827 og blev begravet der, men 1871 blev hans jordiske rester ført til Italien og bisat i Santa Croce i Firenze. Af hans samlede værker og korrespondancer udkom en udgave i 11 bind ved Francesco Silvio Orlandini og Enrico Mayer (Firenze 1850—1862, med supplementsbind ved Giuseppe Chiarini 1890), digtene bland andet ved Chiarini (1890), Liriche scelte, i Sepolcri e le Grazie, kommenteret af Severino Ferrari (Firenze 1891), Ultime lettere di Jacopo Ortis ved Giovanni Antonio Martinetti og Camillo Antona-Traversi (Saluzzo 1887).